# Warehouse: Songs and Stories
Warehouse: Songs and Stories è l'ultimo album ufficiale del gruppo statunitense Hüsker Dü, pubblicato nel gennaio 1987 dalla Warner Bros. Nella versione a 33 giri è uscito come album doppio.
Le canzoni presenti, equamente divise tra quelle scritte da Bob Mould e quelle scritte da Grant Hart rappresentano secondo molti fan e critici l'apice del livello compositivo poco prima di sciogliersi a causa di dissidi interni, dei problemi di tossicodipendenza di Hart e di alcolismo di Mould e infine del suicidio del loro manager David Savoy.

## Tracce
1. These Important Years (Mould)  – 3:49
2. Charity, Chastity, Prudence, And Hope (Hart)  – 3:11
3. Standing In The Rain (Mould)  – 3:41
4. Back From Somewhere (Hart)  – 2:16
5. Ice Cold Ice (Mould)  – 4:23
6. You're A Soldier (Hart)  – 3:03
7. Could You Be The One? (Mould)  – 2:32
8. Too Much Spice (Hart)  – 2:57
9. Friend, You've Got To Fall (Mould)  – 3:20
10. Visionary (Mould)  – 2:30
11. She Floated Away (Hart)  – 3:32
12. Bed Of Nails (Mould)  – 4:44
13. Tell You Why Tomorrow (Hart)  – 2:42
14. It's Not Peculiar (Mould)  – 4:06
15. Actual Condition (Hart)  – 1:50
16. No Reservations (Mould)  – 3:40
17. Turn It Around (Mould)  – 4:32
18. She's A Woman (And Now He Is A Man) (Hart)  – 3:19
19. Up In The Air (Mould)  – 3:03
20. You Can Live At Home (Hart)  – 5:25

## Formazione
- Bob Mould - voce, chitarra, tastiere, basso, percussioni
- Grant Hart - voce, batteria, tastiere, basso, percussioni
- Greg Norton - basso, cori